# Wola Pękoszewska
Wola Pękoszewska – wieś w Polsce położona w województwie łódzkim, w powiecie skierniewickim, w gminie Kowiesy.
Prywatna wieś szlachecka położona była w drugiej połowie XVI wieku w powiecie mszczonowskim ziemi sochaczewskiej województwa rawskiego. W latach 1975–1998 miejscowość należała administracyjnie do województwa skierniewickiego.

## Zabytki
Według rejestru zabytków NID na listę zabytków wpisane są obiekty:
- zespół dworski, 1 poł. XIX w., pocz. XX w., nr rej.: 518 z 30.01.1979:
  - dwór
  - spichlerz
  - obora
  - parnik
  - park, nr rej.: 495 z 16.09.1978

### Dwór
We wsi znajduje się dwór, którego początki datuje się na XVIII wiek, oraz XIX-wieczne czworaki, zabudowania gospodarcze i budynek gorzelni z 1911 r. Dwór, którego pierwotne założenie wzniesione zostało przez Ossolińskich, przeszedł wraz z majątkiem w początku XIX wieku do Krasińskich z Radziejowic następnie kupiony 19 stycznia 1826 r. od Józefa Wawrzyńca hr.Krasińskiego przez generała Franciszka Borgiasza Górskiego. Górscy herbu Bożawola władali następnie tym majątkiem obejmującym również folwarki: Pękoszew, Zawady i Nowiny, przebudowując i rozbudowując dwór i majątek, aż do 17 stycznia 1945 roku, kiedy zostali z niego wyrzuceni i wywłaszczeni na mocy dekretu o reformie rolnej.
Gdy dwór znajdował się we władaniu Jana i Marii z Łubieńskich Górskich, wychowywały się tu ich dzieci, późniejsi politycy Konstanty Górski i Ludwik Górski oraz malarka Pia Maria Górska. W tym czasie częstymi gośćmi we dworze byli m.in. Henryk Sienkiewicz, Józef Chełmoński. Dwór od stycznia 1945 w rękach Skarbu Państwa i gminy Kowiesy służył jako budynek szkoły podstawowej i zbiorczej. W sierpniu 2006 został odkupiony przez córkę ostatniego właściciela i jej męża.
Dwór składa się z trzech części: najstarszej, parterowej – drewnianej oszalowanej, dwupiętrowej murowanej przybudówki-skrzydła z końca XIX w. oraz murowanej piętrowej części frontowej z portykiem wgłębnym, wspartym na 4 jońskich kolumnach, dźwigających neobarokowe zwieńczenie rzeźbiarskie z kartuszami herbowymi, w których niegdyś znajdowały się herby Bożawola i Szembek, skute następnie w czasach powojennych. Pod kartuszami wykuty w piaskowcu napis z wiersza Kochanowskiego Ja Panie niechaj mieszkam w tem gnieździe ojczystem, a Ty mnie zdrowiem obdarz i sumieniem czystem, który w 1923 r. umieścił Antoni Górski wraz z żoną Anną z hr. Szembeków, dziadkowie obecnej właścicielki.
Od 2006 roku dużymi nakładami nowych właścicieli dwór miał być remontowany i powoli powracać do dawnej świetności. Spadkobiercy dworku chcieli po odrestaurowaniu budynku stworzyć tam coś na wzór regionalnej izby tradycji. Niestety obecnie (stan na grudzień 2022) niezabezpieczony przed warunkami atmosferycznymi i osobami postronnymi  dwór popada w ruinę, a żadne prace remontowe od lat się w nim nie toczą.
W 2008 roku odbył się w dworze zjazd rodzinny Górskich h. Bożawola - potomków generała Franciszka.

Herb Bożawola
Herb Szembek

## Urodzeni w Woli
- Franciszek Górski – botanik polski, profesor Uniwersytetu Jagiellońskiego, członek Polskiej Akademii Nauk
- Gabriela Górska – pisarka
- Pia Górska – malarka i poetka polska